# Masistyloides
Masistyloides är ett släkte av tvåvingar. Masistyloides ingår i familjen parasitflugor.
Kladogram enligt Catalogue of Life:
| Masistyloides | \| \| Masistyloides excavatum \| \| \| \| \| \| Masistyloides kononenkoi \| \| \| \| |
|               | \| \| Masistyloides excavatum \| \| \| \| \| \| Masistyloides kononenkoi \| \| \| \| |
|               | Masistyloides excavatum                                                              |
|               |                                                                                      |
|               | Masistyloides kononenkoi                                                             |
|               |                                                                                      |